# .gov
.gov este un domeniu de internet de nivel superior, pentru guvernul SUA și agențiile sale (GTLD).